# Shelbyville (Illinois)
Shelbyville – miasto w Stanach Zjednoczonych, w stanie Illinois, siedziba administracyjna hrabstwa Shelby.